# 江南四大名中
江南四大名中，又称江浙四大名中，是歷史上中华民国时期位于江南的四所著名中学的合称。江南四大名中所指的四校有两种说法：一种指江苏省立苏州中学、江苏省立扬州中学、浙江省立杭州高级中学与私立南洋模范中学；另一种说法则将江苏省立上海中学代替南洋模范中学与其他三所学校并称。
江南四大名中都培养了许多各行各业的杰出人才。比如，中国科学院、工程院两院院士校友都接近或者超过40人。在當時中國的中学，仅有南京的国立中央大学附属中学和天津的南开中学可与江南四大名中相媲美。